# Eduard Žáček
Eduard Žáček (26. prosince 1899, Kroměříž – 10. září 1973, Brno) byl český funkcionalistický architekt.

## Životopis
Vystudoval reálné gymnázium v Prostějově a poté architekturu na České vysoké škole technické v Brně (1925). Samostatně projektoval do roku 1952, kdy byla jeho kariéra z politických důvodů ukončena a byla mu zamítnuta i žádost o pedagogické působení. Od té doby působil jako stavbyvedoucí a stavební dozor.

### Dílo (výběr)
Výběr:
- Obytný dům řádových ošetřovatelek a ženského personálu nemocnice (1932), Prostějov[5]
- Vlastní rodinný dům (1932–33), Brno[6]
- Obytný dům Eveliny Fleischerové s výrobními prostory, Prostějov[7]
- Finanční úřady (1932–35), Prostějov[8]
- Odborné živnostenské školy (1932–36), Prostějov[9][10]
- Odborná živnostenská škola (1933), Košice[11]
- Švehlova zemská odborná škola hospodářská (1934–35), Prostějov[12]

## Galerie

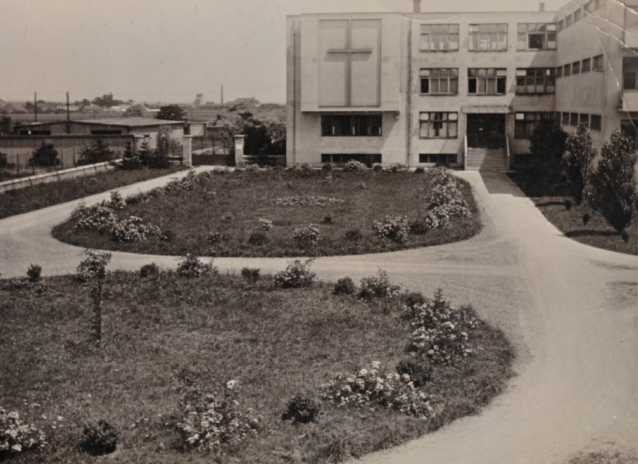
Dům řádových sester, Prostějov
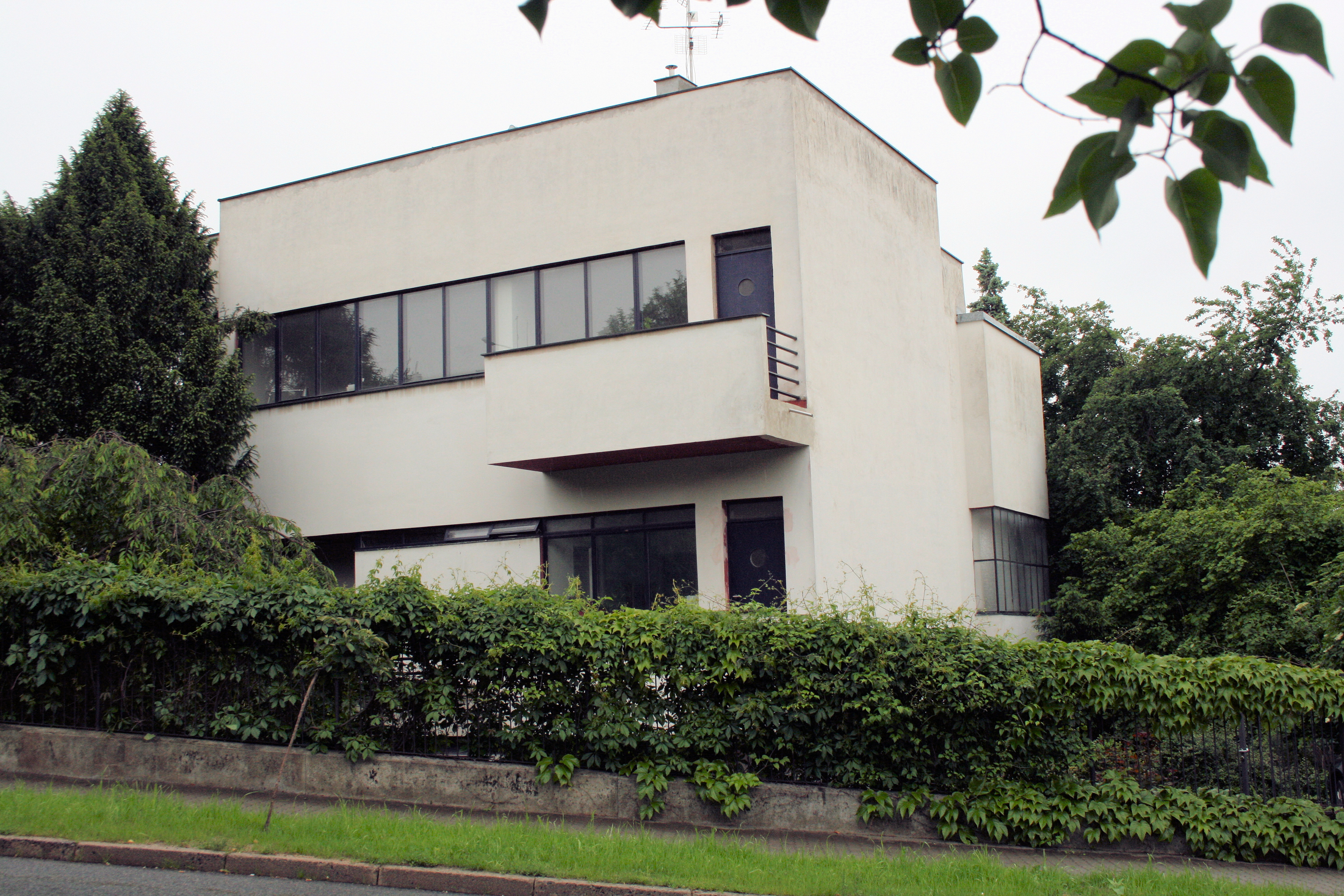
Žáčkův rodinný dům, Brno
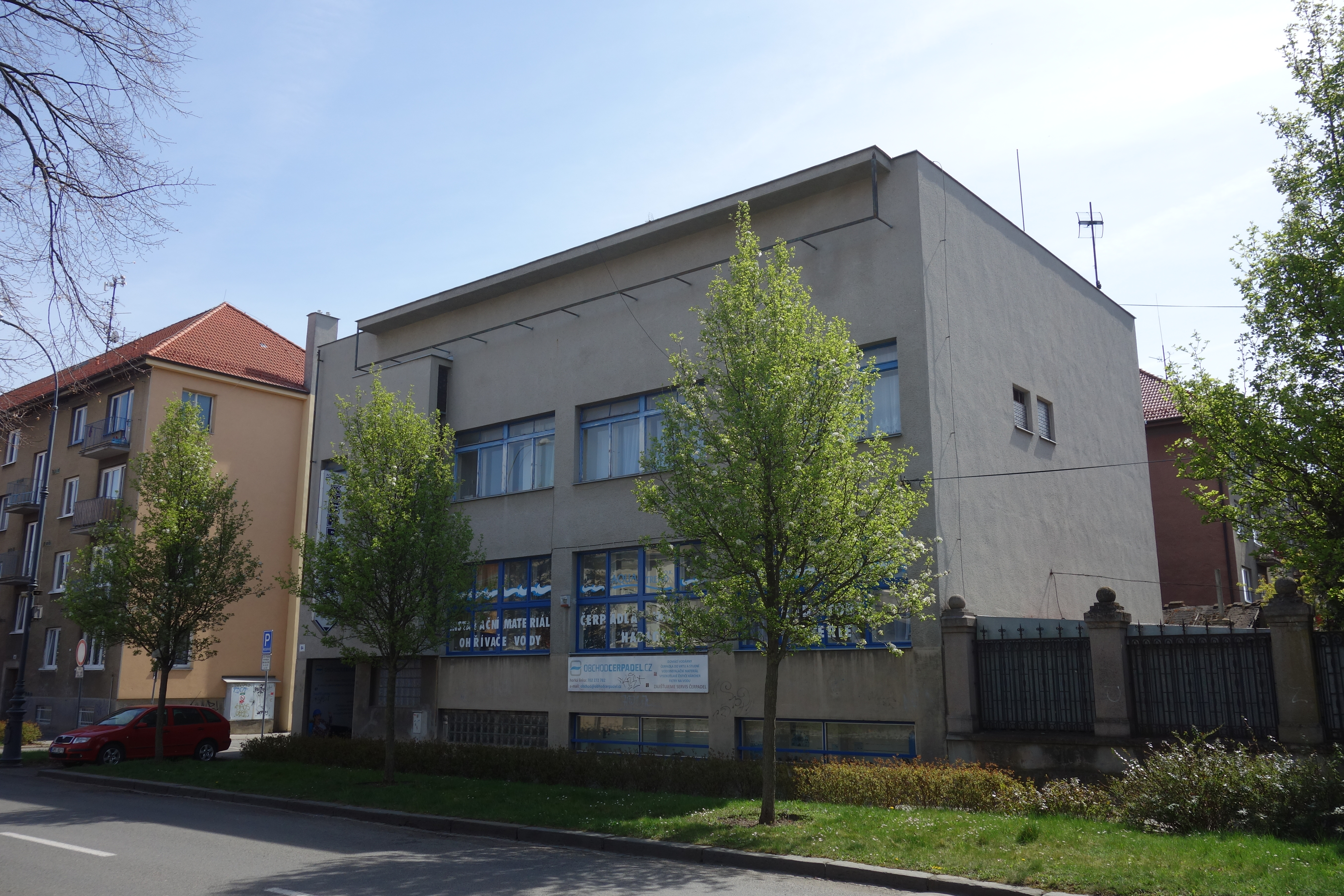
Obytný dům Eveliny Fleischerové s výrobními prostory, Prostějov
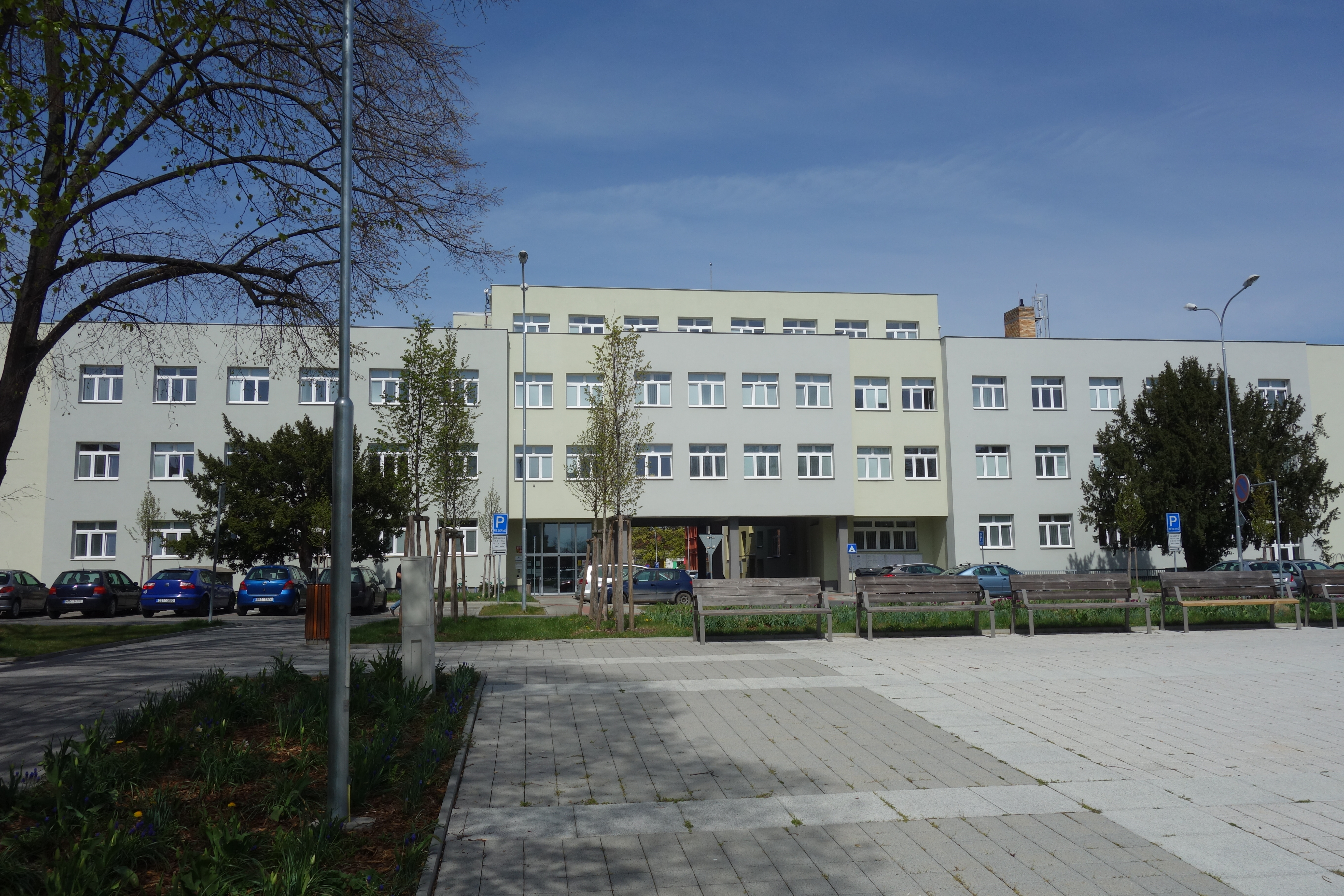
Finanční úřady, Prostějov
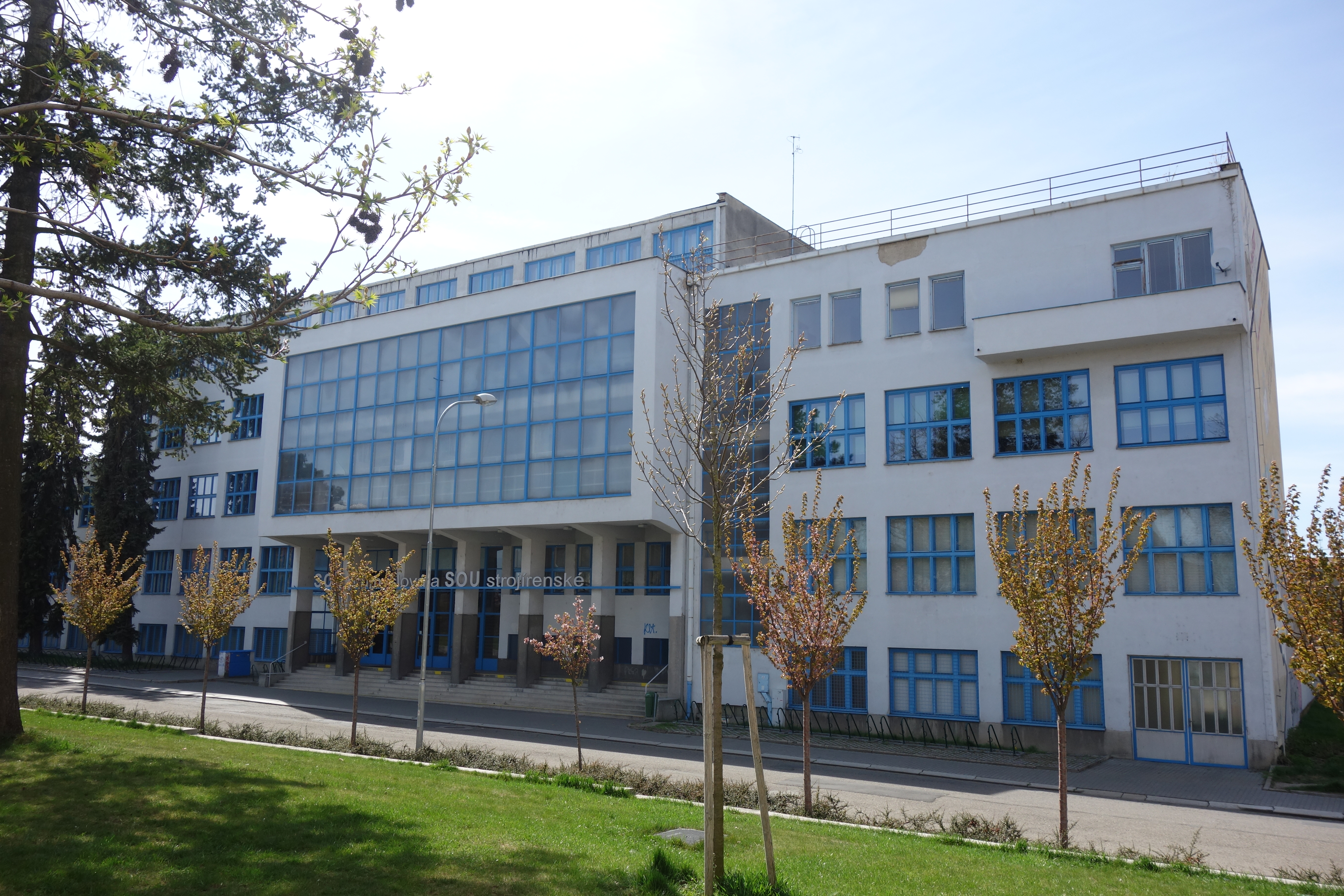
Okresní škola živnostenská, Prostějov (dnes Střední odborná škola průmyslová a střední odborné učiliště strojírenské)
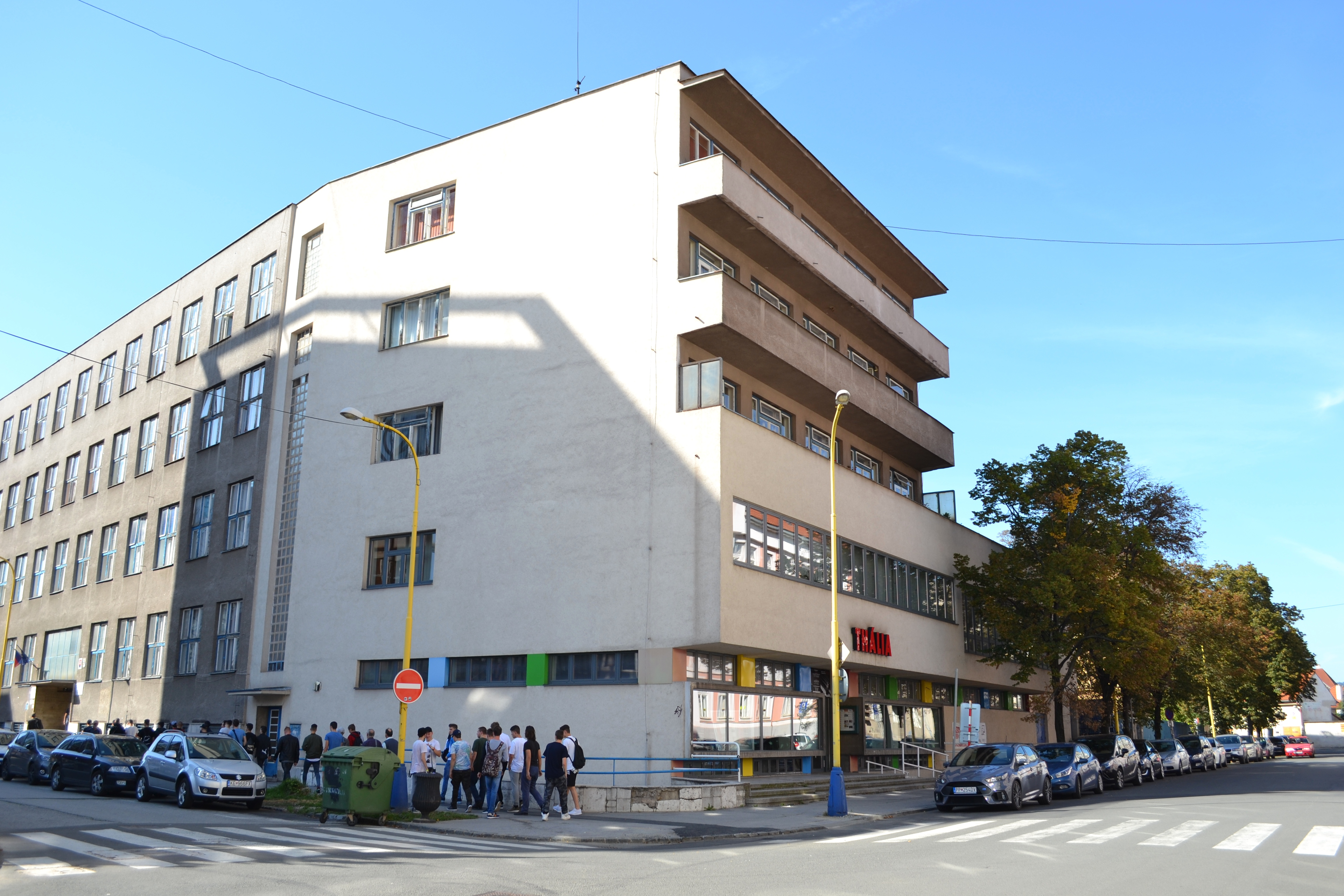
Odborná živnostenská škola, Košice (dnes Divadlo Thália a Stredná odborná škola Jozefa Szakkayho)
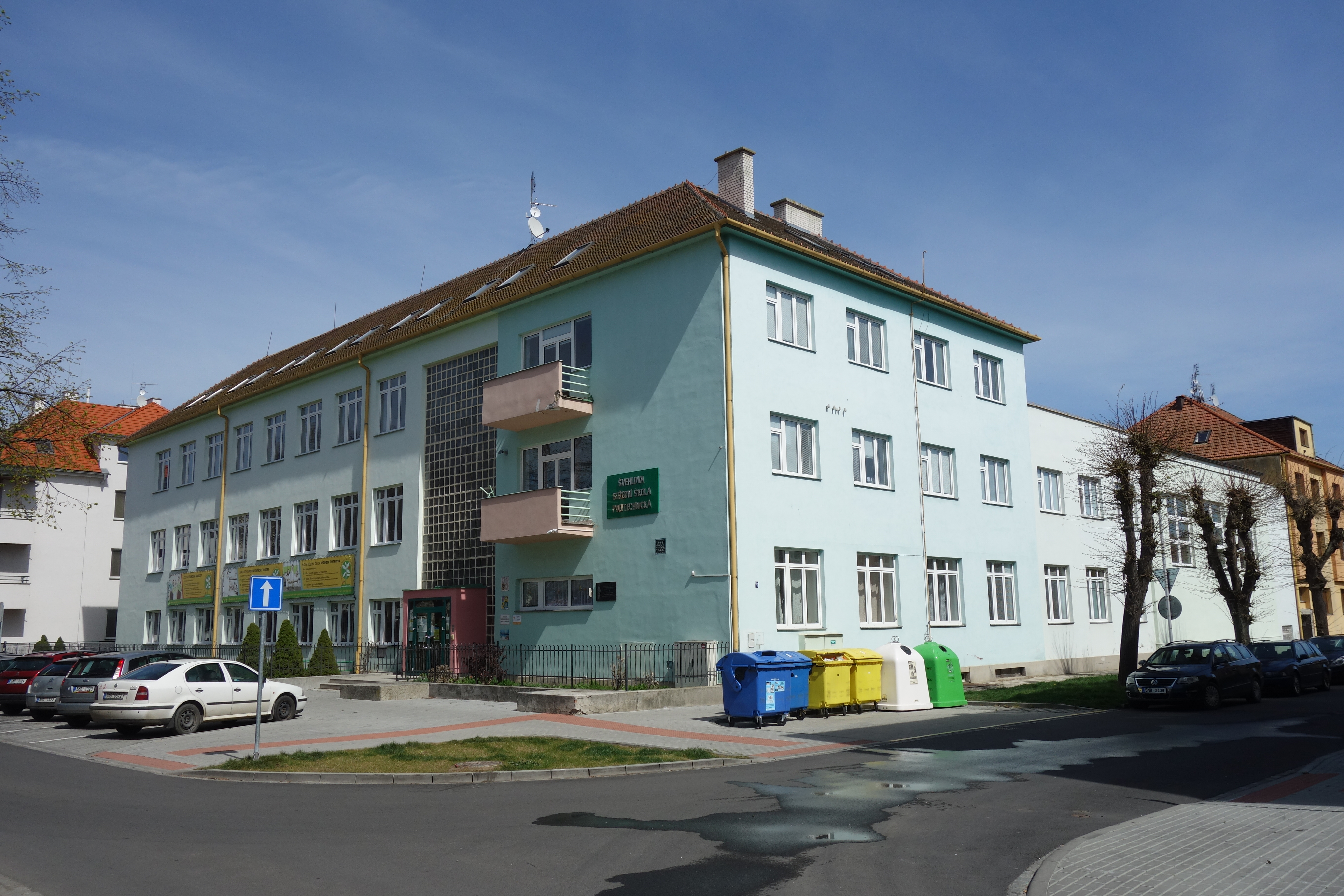
Švehlova zemská odborná škola hospodářská, Prostějov